# Campionati europei di pallacanestro 3x3
I campionati europei di pallacanestro 3x3 sono un torneo per nazionali europee di pallacanestro 3x3. L'esordio del torneo si è tenuto nel settembre 2014 a Bucarest, in Romania. I campioni attuali sono la Serbia nella divisione maschile e la Francia nella divisione femminile.
Ci sono due eventi nel torneo; uno per gli uomini e un altro per le donne. Ogni squadra ha 4 giocatori (3 in campo, 1 in panchina).

## Risultati

### Torneo maschile
| Anno | Località    | Oro      | Argento  | Bronzo      |
| 2014 | Bucarest    | Romania  | Slovenia | Lituania    |
| 2016 | Bucarest    | Slovenia | Serbia   | Paesi Bassi |
| 2017 | Amsterdam   | Lettonia | Slovenia | Ucraina     |
| 2018 | Bucarest    | Serbia   | Lettonia | Slovenia    |
| 2019 | Debrecen    | Serbia   | Francia  | Lituania    |
| 2021 | Parigi      | Serbia   | Lituania | Polonia     |
| 2022 | Graz        | Serbia   | Lettonia | Paesi Bassi |
| 2023 | Gerusalemme | Serbia   | Lituania | Lettonia    |
| 2024 | Vienna      | Austria  | Serbia   | Lituania    |
| 2025 | Copenaghen  |          |          |             |
| 2026 | Anversa     |          |          |             |

### Torneo femminile
| Anno | Località    | Oro         | Argento     | Bronzo      |
| 2014 | Bucarest    | Russia      | Slovenia    | Belgio      |
| 2016 | Bucarest    | Ungheria    | Romania     | Russia      |
| 2017 | Amsterdam   | Russia      | Spagna      | Paesi Bassi |
| 2018 | Bucarest    | Francia     | Paesi Bassi | Ucraina     |
| 2019 | Debrecen    | Francia     | Spagna      | Lettonia    |
| 2021 | Parigi      | Spagna      | Germania    | Francia     |
| 2022 | Graz        | Francia     | Paesi Bassi | Polonia     |
| 2023 | Gerusalemme | Paesi Bassi | Spagna      | Lituania    |
| 2024 | Vienna      | Spagna      | Francia     | Paesi Bassi |
| 2025 | Copenaghen  |             |             |             |
| 2026 | Anversa     |             |             |             |

## Medagliere
| Posiz. | Nazione     | Oro | Argento | Bronzo | Totale |
| ------ | ----------- | --- | ------- | ------ | ------ |
| 1      | Serbia      | 5   | 2       | 0      | 7      |
| 2      | Francia     | 3   | 2       | 1      | 6      |
| 3      | Spagna      | 2   | 3       | 0      | 5      |
| 4      | Russia      | 2   | 0       | 1      | 3      |
| 5      | Paesi Bassi | 1   | 2       | 4      | 7      |
| 6      | Lettonia    | 1   | 2       | 2      | 5      |
| 7      | Slovenia    | 1   | 3       | 1      | 5      |
| 8      | Romania     | 1   | 1       | 0      | 2      |
| 9      | Ungheria    | 1   | 0       | 0      | 1      |
| 9      | Austria     | 1   | 0       | 0      | 1      |
| 11     | Lituania    | 0   | 2       | 4      | 6      |
| 12     | Germania    | 0   | 1       | 0      | 1      |
| 13     | Ucraina     | 0   | 0       | 2      | 2      |
| 13     | Polonia     | 0   | 0       | 2      | 2      |
| 15     | Belgio      | 0   | 0       | 1      | 1      |
| Totale | Totale      | 18  | 18      | 18     | 64     |